# Günther Mader
Günther Mader (Matrei am Brenner, 24. lipnja 1964.), bivši austrijski alpski skijaš. 
U svojoj karijeri je 14 puta pobjeđivao u Svjetskom kupu, osvojio dva mala kristalna globusa (1990. u veleslalomu, 1996. u kombinaciji) i jedan je od samo pet skijaša u povijesti koji su pobjeđivali u svih pet disciplina.
Vlasnik je i jedne olimpijske bronce, te jednog srebra i pet bronci sa Svjetskih prvenstava.

## Pobjede u Svjetskom kupu
| Datum              | Skijalište       | Disciplina  |
| ------------------ | ---------------- | ----------- |
| 21. veljače 1986.  | Wengen           | Kombinacija |
| 2. ožujka 1986.    | Geilo            | Slalom      |
| 20. ožujka 1988.   | Åre              | Kombinacija |
| 2. prosinca 1989.  | Mont Sainte-Anne | Veleslalom  |
| 30. siječnja 1990. | Les Ménuires     | Super G     |
| 6. siječnja 1991.  | Garmisch         | Super G     |
| 8. ožujka 1992.    | Panorama         | Super G     |
| 28. ožujka 1993.   | Whistler         | Super G     |
| 27. studenog 1993. | Park City        | Veleslalom  |
| 12. prosinca 1993. | Val d'Isère      | Super G     |
| 16. siječnja 1995. | Kitzbühel        | Super G     |
| 13. siječnja 1996. | Kitzbühel        | Spust       |
| 14. siječnja 1996. | Kitzbühel        | Kombinacija |
| 12. siječnja 1997. | Chamonix         | Kombinacija |